# Gleneagles-Dialog
Der Gleneagles-Dialog war eine Serie von Gesprächen zwischen den Energie- und Umweltministern der 20 Staaten mit dem weltweit höchsten Energieverbrauch. Initiiert wurde der Dialog auf dem G8-Gipfel 2005 in Gleneagles, Schottland. Der Dialog fand offiziell zum Themenfeld „Klimawandel, saubere Energie und nachhaltige Entwicklung“ statt.

## Geschichte
Ziel des Dialogs war es, gemeinsam weitere zwischenstaatliche Maßnahmen gegen die globale Erwärmung zu beschließen, eine umweltfreundliche Energieversorgung aufzubauen sowie nachhaltige Entwicklung zu befördern.
2008 fand das vierte und letzte Treffen im Rahmen des Gleneagles-Dialogs auf dem Umweltministertreffen in Kōbe, Japan, statt.

## Teilnehmer
Teilnehmende Staaten am Gleneagles-Dialog sind einerseits die G8-Staaten: Deutschland, die Vereinigten Staaten von Amerika, Japan, Großbritannien, Kanada, Frankreich, Italien und Russland. Hinzu kommen 12 weitere Teilnehmer, nämlich Australien, Brasilien, China, Indien, Indonesien, Mexiko, Nigeria, Polen, Südafrika, Südkorea und Spanien, ergänzt durch die Europäische Kommission. Als Beobachter fungieren die Internationale Energieagentur (IEA), das Sekretariat der Klimarahmenkonvention der Vereinten Nationen (UNFCCC) sowie die großen Entwicklungsbanken.